# Solidify
Solidify è il terzo disco in studio del gruppo groove metal Grip Inc..

## Lista Brani
1. "Isolation"
2. "Amped"
3. "Lockdown"
4. "Griefless"
5. "Foresight"
6. "Human?"
7. "Vindicate"
8. "Stresscase"
9. "Challenge"
10. "Verräter"
11. "Bug Juice"

## Membri
- Waldemar Sorychta: chitarra
- Dave Lombardo: batteria e percussioni
- Gus Chambers: voce
- Stuart Carruthers: basso